# IC 3978
IC 3978 је елиптична галаксија у сазвјежђу Береникина коса која се налази на листи објеката дубоког неба у Индекс каталогу.
Деклинација објекта је + 19° 37' 19" а ректасцензија 12h 59m 37,4s. Привидна величина (магнитуда) објекта IC 3978 износи 16,5 а фотографска магнитуда 17,5.